# Turris Libyssonis
Turris Libyssonis (grec antic: Πύργος Λιβύσσωνος) va ser una ciutat de Sardenya a la costa nord, a la badia o Golf d'Asinara. Plini el Vell diu que va ser una colònia romana fundada probablement al lloc d'un castell. També en parlen Claudi Ptolemeu i els Itineraris, però sembla que ja no era una ciutat important al final de l'Imperi Romà.
Era una ciutat bastant gran segons Plini el Vell, situada a la via que anava de Caralis fins allà, cosa que demostraria que era un lloc molt freqüentat. A l'edat mitjana era la seu d'un bisbat. Al segle xi es va despoblar i gairebé tota la població se'n va anar a Sassari.
La ciutat es diu avui dia Porto Torres i té algunes restes de l'antiga ciutat, concretament un temple dedicat a la deessa Fortuna, unes termes, una basílica, un aqüeducte i un pont sobre un rierol de nom Fiume Turritano.